# Scopwick
Scopwick – wieś w Anglii, w hrabstwie Lincolnshire. Leży 17 km na południowy wschód od Lincoln i 179 km na północ od Londynu.